# エンリケス曲面
数学では、エンリケス曲面（エンリケスへいめん、英: Enriques surfaces）は、不正則数 q = 0 で標準ラインバンドル K が非自明であるが、二乗すると自明となるような代数曲面である。エンリケス曲面は、みな射影的であり（従って複素数体上ではケーラー的であり）、種数0の楕円曲面である。標数が2ではない体上では、エンリケス曲面はK3曲面を不動点のない位数2の群で割った商であり、その理論は代数的K3曲面の理論に似ている。エンリケス曲面は最初に Enriques (1896)で詳細に研究された。 Reye (1882)で、エンリケスの研究に先立ち導入されたライエ合同（Reye congruences）のいくつかもまたエンリケス曲面の例である。
エンリケス曲面は他の体上でも定義される。標数が2でない体上で、Artin (1960) は理論が複素数上の理論と同じであることが示された。標数が2の体上では、定義が変更され、2つの新しい族が存在し、特異エンリケス曲面、超特異エンリケス曲面と呼ばれ、Bombieri & Mumford (1976) に記載されている。

## 不変量
nが偶数のときは、多重種数Pnが1で、nが奇数のときは、0である。基本群は位数が2である。二次コホモロジー群 H2(X, Z) は、階数10、符号-8の唯一の偶ユニモジュラ格子 II1,9 と位数2の群との和に同型である。
ダイアモンド：
```
          1
      0       0
  0      10       0
      0       0
          1
```

印付きのエンリケス曲面は連結な 10-次元の族を形成し、Kondo (1994) ではその族が有理的であることが示された。

## 標数 2 の場合
標数が 2 の場合は、エンリケス曲面の新しい族が存在し、準エンリケス曲面（quasi Enriques surfaces）、あるいは、非古典的エンリケス曲面（non-classical Enriques surfaces）、あるいは、（超）特異エンリケス曲面（ (super) singular Enriques surfaces）と呼ばれることもある。標数 2 の場合のエンリケス曲面の定義は変形されていて、極小曲面の標準クラス K が 0 に数値的に同値で、第二ベッチ数が 10 であると定義される。（2 以外の標数の定義は、この定義は通常の定義に同値である。）エンリケス曲面には 3つの族があることになる。
- 古典的： dim(H1(O)) = 0、これは 2K = 0 であるが K は 0 でなく、Picτ は Z/2Z であることを意味する。そのような曲面は群スキーム μ2 による被約な特異ゴレンシュタイン曲面（Gorenstein surface）の商である。
- 特異：  dim(H1(O)) = 1 で、フロベニウス自己準同型が非自明に作用している。このことは K = 0 であり、Picτ は μ2 であることを意味する。そのような曲面は、群スキーム Z/2Z によるK3曲面の商である。
- 超特異：  dim(H1(O)) = 1 でフロベニウス自己準同型が自明に作用している。これは、K = 0 であり、Picτ は α2 であることを意味する。そのような曲面は、群スキーム α2 による被約な特異ゴレンシュタイン曲面の商である。

全てのエンリケス曲面は楕円的か準楕円的である。

## 例
- ライエ合同（Reye congruence）は、P3 の中の 4次曲面の与えられた 3-次元線型系の内の少なくとも 2つの 4次曲面を持つ直線の族である。線型系が生成的（generic）であれば、ライエ合同はエンリケス曲面である。これらは Reye (1882) により発見され、エンリケス曲面の最も初期の例かもしれない。

- 4面体の縁に沿った二重線を持つ 3次元射影空間の中の 6次曲面を、次のようにとる。

次数 2 の一般的な同次多項式に対し、
{\displaystyle w^{2}x^{2}y^{2}+w^{2}x^{2}z^{2}+w^{2}y^{2}z^{2}+x^{2}y^{2}z^{2}+wxyzQ(w,x,y,z)=0}
すると、この正規化はエンリケス曲面である。これは、Enriques (1896)により発見された。
- 不動点を持つ対合によるK3曲面の商はエンリケス曲面であり、標数が 2 よりも大きな場合の全てのエンリケス曲面は、この方法で構成することができる。例えば、S を K3曲面 w4 + x4 + y4 + z4 = 0 で、T を (w, x, y, z) を (w, ix, −y, −iz) とする位数 4 の自己同型とすると、T2 は 2つの不動点を持つ。これらの 2つの点をブローアップし、T2 による商をとると、不動点のない対合 T を持つK3曲面が得られ、これの T による商はエンリケス曲面である。別のエンリケス曲面は、元の曲面を位数 4 の自己同型 T による商をとり、商の 2つの特異点を解消することにより得ることができる。さらに別な例は、Pi(u, v, w) + Qi(x, y, z) = 0 の形の 3つの 4次曲面の交叉をとり、対合 (u : v : w : x : y : z) から (−x :−y : −z : u : v : w) による商を取る。生成的（generic）な 4次曲面に対し、この対合はK3曲面の不動点を持たない対合となるので、商はエンリケス曲面である。

## 参照項目
- 代数曲面のリスト（英語版）
- エンリケス・小平の分類